# Серенти
Серенти (итал. Serrenti) је насеље у Италији у округу Медио Кампидано, региону Сардинија.
Према процени из 2011. у насељу је живело 4819 становника. Насеље се налази на надморској висини од 125 м.

## Становништво
Према резултатима пописа становништва 2011. у општини је живело 5.028 становника.
| 1931. | 1936. | 1951. | 1961. | 1971. | 1981. | 1991. | 2001. | 2011. |
| ----- | ----- | ----- | ----- | ----- | ----- | ----- | ----- | ----- |
| 3.335 | 3.526 | 4.401 | 4.559 | 4.674 | 5.149 | 5.327 | 5.174 | 5.028 |